# Powhatan County
Powhatan County ist ein County im Bundesstaat Virginia der Vereinigten Staaten. Im Jahr 2020 hatte das County 30.333 Einwohner und eine Bevölkerungsdichte von 44,8 Einwohnern pro Quadratkilometer. Der Verwaltungssitz (County Seat) ist Powhatan.

## Geographie
Powhatan County liegt etwas östlich des geographischen Zentrums von Virginia und hat eine Fläche von 680 Quadratkilometern, wovon drei Quadratkilometer Wasserfläche sind. Es grenzt im Uhrzeigersinn an folgende Countys: Goochland County, Chesterfield County, Amelia County und Cumberland County.

## Geschichte
Gebildet wurde es 1777 aus Teilen des Cumberland County und des Chesterfield County. Benannt wurde es nach dem Häuptling Chief Powhatan, dem Vater von Pocahontas.

## Demografische Daten

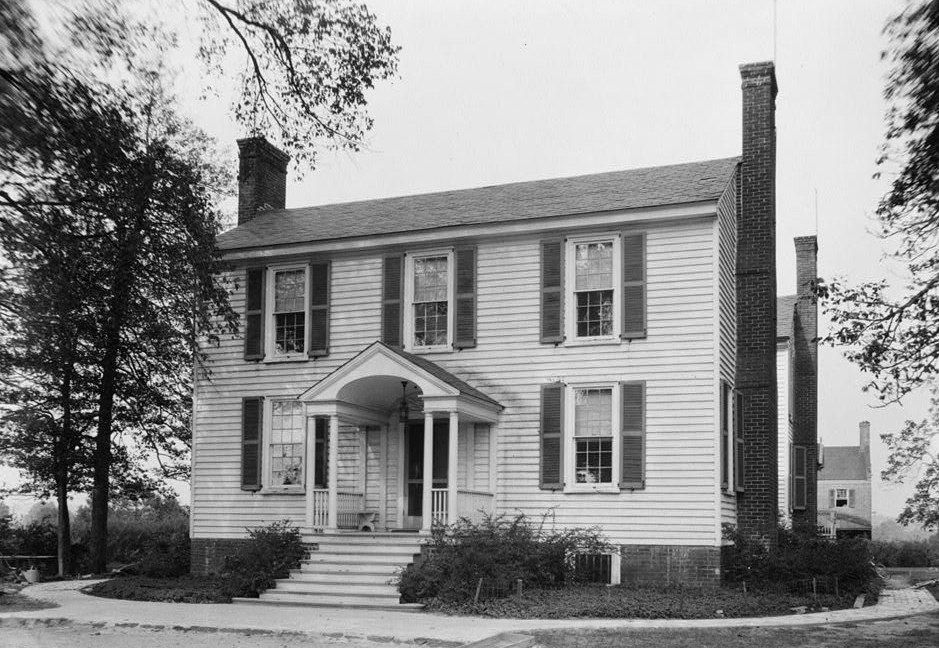
Hauptgebäude der Keswick Plantage, gelistet im NRHP

Alterspyramide des Powhatan County

Nach der Volkszählung im Jahr 2000 lebten im Powhatan County 22.377 Menschen. Davon wohnten 2479 Personen in Sammelunterkünften, die anderen Einwohner lebten in 7258 Haushalten und 5900 Familien. Die Bevölkerungsdichte betrug 33 Einwohner pro Quadratkilometer. Ethnisch betrachtet setzte sich die Bevölkerung zusammen aus 81,50 Prozent Weißen, 16,91 Prozent Afroamerikanern, 0,21 Prozent amerikanischen Ureinwohnern, 0,21 Prozent Asiaten und 0,33 Prozent aus anderen ethnischen Gruppen; 0,84 Prozent stammten von zwei oder mehr ethnischen Gruppen ab. 0,82 Prozent der Bevölkerung waren spanischer oder lateinamerikanischer Abstammung.
Von den 7258 Haushalten hatten 37,5 Prozent Kinder und Jugendliche unter 18 Jahre, die bei ihnen lebten. 69,7 Prozent waren verheiratete, zusammenlebende Paare, 8,1 Prozent waren allein erziehende Mütter, 18,7 Prozent waren keine Familien, 14,6 Prozent waren Singlehaushalte und in 4,8 Prozent lebten Menschen im Alter von 65 Jahren oder darüber. Die Durchschnittshaushaltsgröße betrug 2,74 und die durchschnittliche Familiengröße lag bei 3,03 Personen.
Auf das gesamte County bezogen setzte sich die Bevölkerung zusammen aus 24,0 Prozent Einwohnern unter 18 Jahren, 7,3 Prozent zwischen 18 und 24 Jahren, 34,7 Prozent zwischen 25 und 44 Jahren, 25,6 Prozent zwischen 45 und 64 Jahren und 8,4 Prozent waren 65 Jahre alt oder darüber. Das Durchschnittsalter betrug 37 Jahre. Auf 100 weibliche Personen kamen 122,3 männliche Personen. Auf 100 Frauen im Alter von 18 Jahren oder darüber kamen statistisch 126,7 Männer.
Das jährliche Durchschnittseinkommen eines Haushalts betrug 53.992 USD, das Durchschnittseinkommen der Familien betrug 58.142 USD. Männer hatten ein Durchschnittseinkommen von 37.948 USD, Frauen 28.204 USD. Das Prokopfeinkommen betrug 24.104 USD. 5,7 Prozent der Bevölkerung und 4,8 Prozent der Familien lebten unterhalb der Armutsgrenze. Davon waren 7,9 Prozent Kinder oder Jugendliche unter 18 Jahre und 8,6 Prozent waren Menschen über 65 Jahre.